# حباري صغيرة

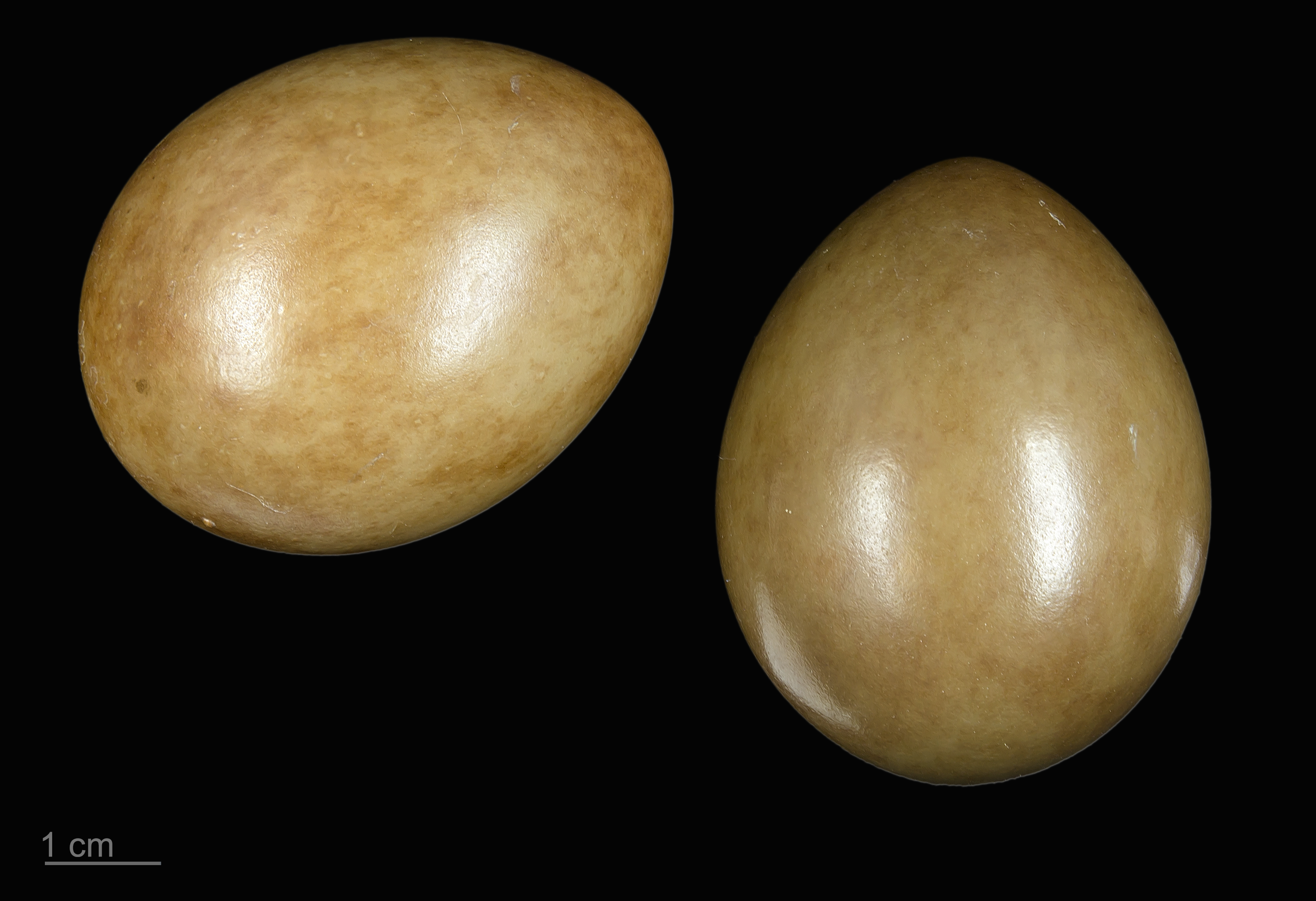
Tetrax tetrax

'حباري صغيرة' أو حُبَارى صَغِيرَة أو حُبْرُور أو صُوّ (الاسم العلمي: Tetrax  tetrax) (بالإنجليزية: Little  Bustard)‏ هو طائر ينتمي إلى حباريات (فصيلة: Oriolidae). نوعٌ من الحبارى القواطع صغيرة القد طولها نحو 45 سم. ثوبها أصفر ممشق بالأسود. محاسرها وزورها إلى السمرة الرمادية. عنقها مطوَّق بالأبيض. قوادمها إلى السمرة العابقة. أفنيكها أبيض يعلوه حباك أسود. موطنها شاسع الأطراف. مشتها الهند والجزيرة وإفريقية الشرقية والشمالية. مصيفها الشرق الأدنى وأوربة. تنفر من الأحراج والغابات. قوتها الحشرات والديدان والحبوب ونوامي النبات. الأنثى تبيض أربع بيضات تحضنها وحدها نحو أربعة أسابيع في أُفحوص تدثنه في التربة بين الأعشاب.